# 景东华游蛇
景东华游蛇（学名：Trimerodytes yapingi），一种于中国云南省景东县横断山脉地区发现的爬行动物，隶属于游蛇科环游蛇属。种加词取自中国分子进化生物学和保护遗传学家张亚平院士的名字，以表彰他对中国爬虫学研究的贡献。本种2019年发表时归入华游蛇属（Sinonatrix），但同年有学者通过基因研究将华游蛇属并入环游蛇属（Trimerodytes）。目前大部分资料将其归入环游蛇属。

## 保护
本种于2023年被收录入《有重要生态、科学、社会价值的陆生野生动物名录》。